# Punkt krytyczny wody

Diagram fazowy dla wody: punkt krytyczny zaznaczono kolorem czerwonym. Pozostałe oznaczenia: kolor ciemnoniebieski – woda, jasnoniebieski – para wodna, biały – lód, punkt potrójny – żółty. Linia zielona odpowiada wodzie przechłodzonej.

Punkt krytyczny wody (temperatura krytyczna wody) – temperatura, powyżej której nie występuje faza ciekła wody, a substancja ta występuje tylko w stanie gazowym. W stanie krytycznym ciepło parowania oraz napięcie powierzchniowe wody są równe zeru. W temperaturze powyżej krytycznej niemożliwe jest skroplenie wody, bez względu na ciśnienie.
Parametry:
- ciśnienie krytyczne: Pkr = 22,115 MPa
- temperatura krytyczna: Tkr = 647,3 K (374,2 °C)
- gęstość: ρkr = 317,8 kg/m3